# Matamala (Martinamor)
Matamala es una localidad del municipio de Martinamor, en la comarca de Tierra de Alba, provincia de Salamanca, España. 

## Historia
La fundación de Matamala se remonta a la Edad Media, obedeciendo a las repoblaciones efectuadas por los reyes leoneses en la Alta Edad Media, que lo ubicaron en el cuarto de Allende el Río de la jurisdicción de Alba de Tormes, dentro del Reino de León, denominándose Matamala ya en el año 1224.
Con la creación de las actuales provincias en 1833, Matamala, considerado ya una alquería perteneciente a Martinamor, quedó encuadrado en la provincia de Salamanca, dentro de la Región Leonesa.

## Demografía
Pese a haber estado oficialmente despoblado en los primeros años del siglo XXI, en 2017 Matamala contaba con una población de 6 habitantes, de los cuales 2 eran varones y 4 mujeres (INE 2017).
| Gráfica de evolución demográfica de Matamala entre 2000 y 2017 |
|                                                                |
| Población según los censos de población del INE.               |